# Jan Cornet
Jan Cornet Galí (Terrassa, 24 de fevereiro de 1982) é um ator espanhol, que já fez trabalhos tanto no cinema como na televisão.
Começou sua carreira em anúncios de publicidade aos 17 anos. Cursou estudos de interpretação em Barcelona. Participou, dentre outros filmes, do filme de Pedro Almodóvar, A pele que habito, atuação pela qual ganhou o prêmio na categoria de melhor ator revelação no Prêmio Goya em 2011.